# Carl von Fidler
Carl Wilhelm Ferdinand von Fidler (né le 6 décembre 1856 à Berlin et mort le 17 novembre 1927 à Dresde) est un avocat administratif prussien, administrateur d'arrondissement et président de district à Erfurt en 1903/18 et à Francfort en 1918/19

## Biographie

### Origine
Son grand-père est le lieutenant-général prussien Ferdinand von Fidler (de) (1791-1874), élevé à la noblesse prussienne héréditaire le 7 juin 1856. Carl est le fils du lieutenant-colonel prussien Hugo von Fidler (1823-1883) et de son épouse Henriette.

### Carrière
Fidler est diplômé du lycée de l'Andreanum (de) à Hildesheim en 1876. Il étudie ensuite le droit et les sciences politiques à Berlin et à Bonn en 1876/81. Après avoir terminé ses études avec succès, Fidler commence à travailler comme stagiaire au tribunal de Goslar et au tribunal régional de Berlin.
Le 19 octobre 1888, Fidler est nommé administrateur de l'arrondissement de Schleswig (de). À partir du 12 octobre 1899, il est administrateur par intérim de l'arrondissement de Sarrebruck et est nommé le 15 mai 1900, il est finalement nommé administrateur de l'arrondissement et en même temps directeur de la police de Sarrebruck.
Le 28 octobre 1903, Fidler commence ses fonctions de président de district d'Erfurt et en 1918, il accéde au poste de président de district de Francfort. Il prend sa retraite de ce poste en 1919.

### Famille
Fidler se marie le 13 juin 1887 à Ichtershausen avec Elisabeth von Eltester (1867-1888). Son second mariage a lieu le 20 septembre 1907 à Gerlachsheim avec Freda von Brauchitsch (1873-1961).